# Конго красный

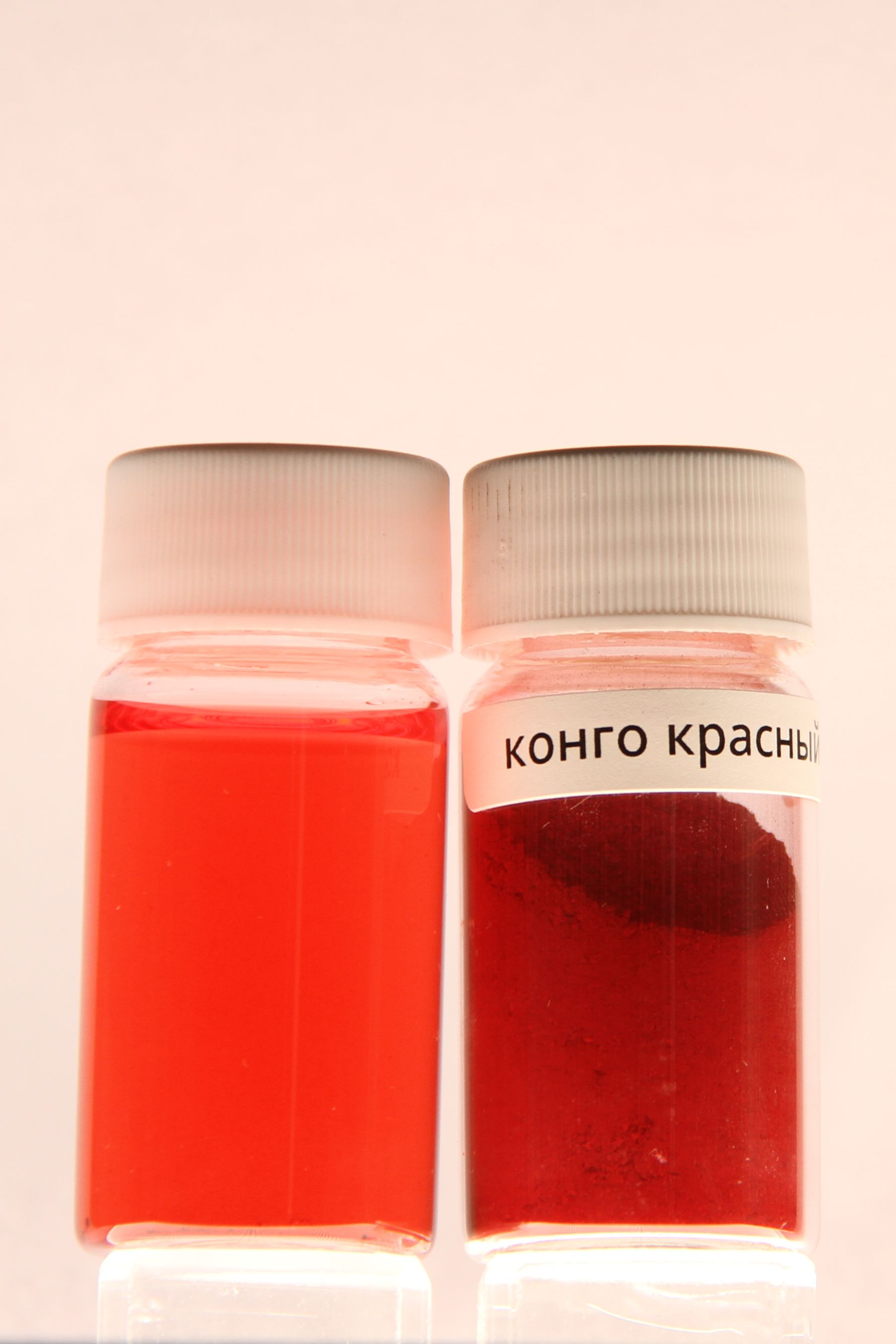
Конго красный в твёрдом виде и водном растворе

Ко́нго кра́сный (динатриевая соль 4,4'-бис-(1-амино-4-сульфо-2-нафтилазо)бифенила) — азокраситель, кислотно-основный индикатор.C.I.22120. C.I.Direct red 28. Синонимы — конгорот, Kongorot.

## Получение
Конго красный получают взаимодействием диазотированного бензидина с нафтионовой кислотой.

## Свойства
Внешний вид — красно-коричневые кристаллы. Плохо растворим в холодной воде. Растворим в горячей воде и этаноле с образованием раствора красного цвета. В органических растворителях не растворяется. В спектре поглощения есть полоса с λmax = 505 нм. Раствор конго красного в нейтральной или слабокислой среде (рН 5,2) имеет красный цвет, в кислой среде (рН 3,0) — синий. В слабых кислотах (уксусной и др.) протонируется только одна азогруппа, в результате чего цвет может измениться в серо-фиолетовый вместо синего.

## Применение
Конго красный используют в химическом анализе как индикатор при броматометрическом определении гидразинсульфата. Индикатор применяется также для фотохимического определения нитратов по следующей методике: раствор конго красного в присутствии нитрата под влиянием УФ при pH 7-8 обесцвечивается; по уменьшению оптической плотности в течение определённого времени определяют содержание нитратов. Мешают — Br−, I−, NO2−; не мешают — Cl−, F−, SO42−, CH3COO−, PO43−, VO3−.
Также данный краситель находит применение в микроскопических исследованиях и используется в виде спиртового, водного или аммиачного раствора для окрашивания клеточной оболочки грибов (самостоятельно либо в сочетании с генциановым фиолетовым).
Конго красный широко применяется в гистологии для выявления амилоида.
Помимо этого «классического» применения, конго красный используется в десятках других процедур окрашивания в зоологии беспозвоночных, ботанических исследованиях, цитологии человека и животных.
Для крашения тканей не применяется из-за изменения цвета в растворах c разной кислотностью и несветопрочностью.